# Oras
Oras es un municipio filipino de tercera clase, perteneciente a la provincia de Sámar Oriental, en las Bisayas Orientales.

## Historia
El pueblo se fundó en 1850. El lugar, por entonces perteneciente a la provincia de Sámar, tenía contabilizada una población de 3028 habitantes. Aparece descrito en el Estado geográfico, topográfico, estadístico, histórico-religioso, de la santa y apostólica provincia de S. Gregorio Magno (1865) de Félix de Huerta con las siguientes palabras:

ORAS. De una visita del pueblo de Tubig se formó este, separándose de su matriz el año de 1850 en lo civil y el 31 de Agosto de 1863 en lo espiritual. Hállase enclavado á los 12° 9' latitud, en una estensa llanura sobre la costa E. de la isla y á la izquierda de un rio del mismo nombre, que desemboca en una hermosa, limpia y resguardada ensenada. Confina por SSE. con el pueblo de Paric, á cinco leguas; por O. con los montes del centro de la isla y por N. con los montes que, descendiendo progresivamente, corren á formar el cabo llamado del Espíritu Santo. El clima es, sin duda, el mas hermoso y saludable que hay en toda la costa oriental de la isla. Se surten de agua del citado rio y de multitud de manantiales que brotan por todas partes, cuyas aguas todas son de escelente calidad. Hay varias sendas, muy penosas, para comunicarse con los pueblos de la parte S. en casos urgentes, pues en tiempos bonancibles siempre es por agua. El correo se recibe de la cabecera cuando se proporciona. La Iglesia, no concluida aun, es de sólida fábrica construida bajo la direccion del R. P. Fr. Manuel Lozano, quien ha construido tambien la casa parroquial de tabla. Hay un tribunal de nipa y una escuela de primeras letras, dotada por las cajas de Comunidad. Al N. del pueblo, como á tres leguas, tiene una visita llamada Japunan, situada en una hermosa planicie sobre la playa de una ensenada que mira al N., teniendo á su frente la isleta denominada Binarayan. Al ONO. de la anterior, como á tres leguas de costa, existe otra visita llamada Jambo, situada en una punta de tierra frente á la isleta titulada Alibangbang y como cuatro leguas de esta al NO., se halla otra visita llamada Gamay, distante de la matriz unas diez leguas y situada en terreno llano, á la izquierda de un rio del mismo nombre, como á dos leguas de la costa. Este pueblo se halla administrado por el R. P. Cura de Tubig. El término de este pueblo no tiene límites marcados por la parte del O. y del N., por cuyos puntos se dejan ver dilatados montes y estensas llanuras pobladas de buenas maderas, palmas, bejucos, raices alimenticias, mucha cera y caza mayor y menor. Dicho término se halla regado por multitud de rios y manantiales, entre los cuales se distingue por su caudal el que baña el pueblo. Este nace en el término de Napauala, visita de Catubig y, corriendo de N. á S. hasta el sitio denominado Jipapat, se une con el llamado Orás, desde cuyo punto corre de NO. á SE. hasta desembocar en la mar junto al pueblo. Dicho rio es navegable hasta la visita de Jipapat y desde aqui á Catubig tambien puede navegarse con pequeñas bancas. El terreno es de lo mejor para toda clase de producciones, pero no cosechan mas que arroz, abacá y palauán, con algun cacao y cocos. Sus costas abundan de buen pescado, balate y carey, pero su puerto no admite sino embarcaciones menores por la gran barra que forma el rio. Sus naturales se dedican á la agricultura, beneficio del abacá y aceite de coco, y á la pesca, y las mugeres al tejido de guinaras, cuyos productos, con el sobrante de arroz, esportan para la cabecera y otros pueblos de la provincia.
(Huerta, 1865, pp. 334-336)

En 2020, tenía censados 37 451 habitantes.